# Lincoln Park, Michigan
Lincoln Park, Michigan là một thành phố ở quận quận, tiểu bang Michigan, Hoa Kỳ. Theo điều tra dân số Hoa Kỳ 2010, thành phố có dân số người. 